# YTN2
YTN2是YTN的子公司旗下的一个以播放女性节目为主的有線电视频道。

## 历史
- 2011年7月1日 ~ 2015年6月30日 改称YTN Weather。
- 2015年7月1日 ~ 2016年12月31日 改称YTN Weather & Life。
- 2017年1月1日 ~ 2021年2月28日 改称YTN Life。
- 2021年3月1日 ~ 改称YTN2。